# 科尼爾斯 (喬治亞州)
科尼爾斯（英語：Conyers）是一個位於美國喬治亞州羅克代爾縣的城市。根據2010年美國人口普查，該地人口為15195人，而該地的面積約為30.90平方千米。同時該地也是羅克代爾縣的縣治。

## 地理
科尼爾斯的座標為33°39′59″N 84°47′37″W / 33.66639°N 84.79361°W，而該地的平均海拔高度為274米（即899英尺）。